# PLOS ONE
PLOS ONE är en engelskspråkig vetenskaplig tidskrift som är baserad på principen om öppet innehåll och utges av den San Francisco-baserade organisationen Public Library of Science (PLOS).
PLOS ONE startade i december 2006 i preliminär version PLoS ONE (betaversion). I augusti 2008 skiftade den från veckoutgivning till daglig utgivning. Den täcker primärforskning inom alla ämnesområden inom naturvetenskap och medicin. Alla artikar underkastas peer review före publicering. PLOS ONE's webbplattform har verktyg för rating och för användardiskussion om respektive publicerad artikel.
PLOS ONE bygger en avvikande idé jämfört med traditionella peer-reviewade vetenskapliga tidskrifter, i det att den inte använder den upplevda betydelsen av en vetenskaplig artikel som kriterium för om den ska accepteras för publicering eller ej. Idén är i stället att PLOS ONE endast verifierar att experiment och därpå byggande analyser gjorts på ett vederhäftigt sätt, och sedan lämnar till det vetenskapliga samhället att - efter publiceringen - bedöma betydelsen genom diskussion och kommentarer. Varje insänt bidrag bedöms av en medlem av PLoS ONE:s redaktionskommitté före publicering, en bedömning som koncentreras till tekniska aspekter och som kan inkludera samråd med andra redaktionskommittémedlemmar och inhämtade bedömningsrapporter från utomstående. Om ett bidrag publiceras, blir det därmed tillgängligt för öppen peer-review och rating på webbplatsen i efterhand.
Genom att PLOS ONE endast ges ut i elektronisk form kan den publicera fler vetenskapliga artiklar än en pappersbunden tidskrift. Publiceringen sker under fri licens (Creative Commons Attribution License). År 2011 publicerade tidskriften omkring 14.000 artiklar, vilket innebär att cirka var sextionde av alla artiklar i databasen för medicinska vetenskapliga artiklar, PubMed, för 2011, publicerades av PLOS ONE. Tidskriftens impact factor 2014 var 3,234 enligt Thomson ISI.
I likhet med övriga av Public Library of Science utgivna tidskrifter, finansieras PLOS ONE av avgifter av bidragande artikelförfattare.
Tidskriften har ISSN = 1932-6203.